# Ostafrikasaurus crassiserratus
Ostafrikasaurus crassiserratus es la única especie conocida del género extinto Ostafrikasaurus de dinosaurio terópodo probablemente espinosáurido que vivió a finales del período Jurásico, hace aproximadamente 145 millones de años, durante el Titoniense, en lo que es hoy África. Sus restos se encontraron en Tendaguru al sureste de Tanzania.

## Descripción
En 2016, los paleontólogos españoles Molina-Pérez y Larramendi estimaron el Ostafrikasaurus en aproximadamente 8,4 metros de largo, 2,1 metros de altura en las caderas y un peso de 1,15 toneladas. Sin embargo, sin un material más completo, como un cráneo o un fósil corporal, el tamaño corporal y el peso de los taxones fragmentarios de espinosáurido, especialmente aquellos conocidos solo por los dientes, no pueden calcularse de manera confiable. Por lo tanto, las estimaciones son solo provisionales.

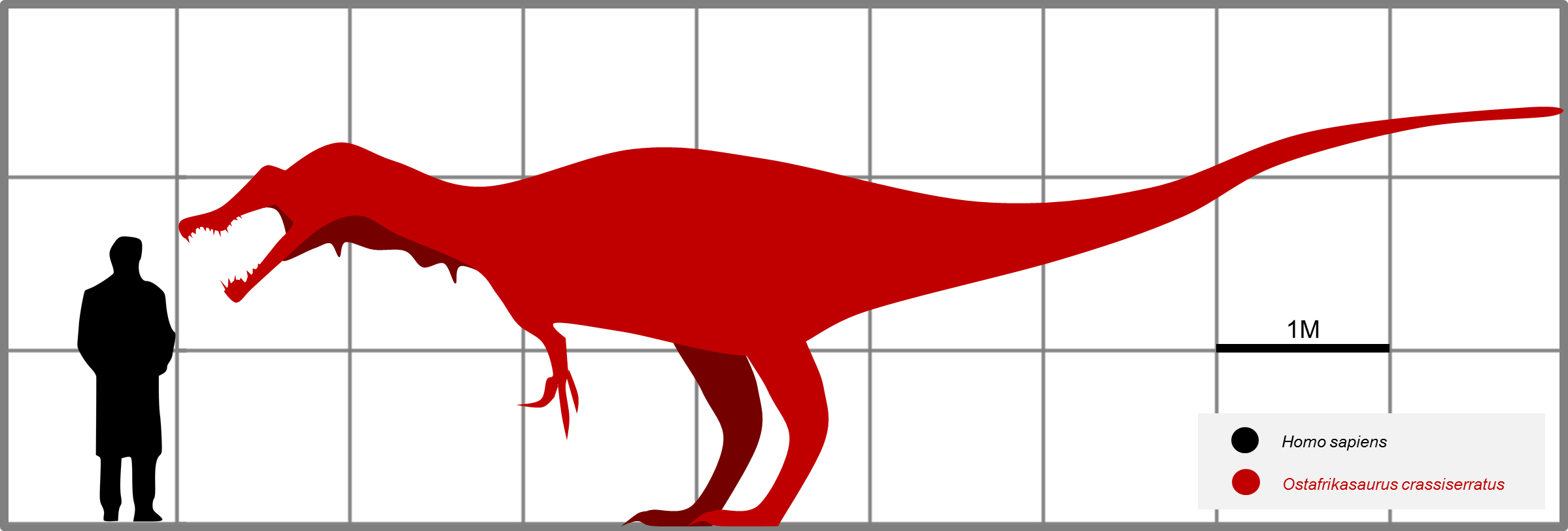
Tamaño comparado con un humano.

Ostafrikasaurus está basado en un diente grueso y aserrado el cual mide cerca de 46 milímetros de largo. Buffetaut en 2008 sugirió que este diente representa un nuevo género de Spinosauridae, y que difiere de otros dientes previamente referidos a L.? stechowi. Oliver Rauhut en 2011 enumeró algunas de estas diferencias, MB R 1084 tiene un mayor número de bordes linguales, más de 11 y presenta tres bordes y surcos en el lado labial. Más aún, algunos de los bordes linguales se extienden sobre casi la entera longitud de la corona, dejando solo una suave punta de 5 milímetros de la corona, mientras que otros se restringen a la parte basal, siendo intercalados con bordes que se extienden más apicalmente. Adicionalmente, los bordes están presentes sobre casi todas las tres quintas partes de la corona, mientras que los dos quintos distales carecen de cualquier ornamentación. En la parte mesial, el área acanalada está un poco fuera de la carina mesial por un área mesiodistal levemente cóncava. Sin embargo, su forma general y la densidad de su borde aserrado es muy similar a los dientes del Miembro Medio Dinosaurio, ya que todos los dientes tienen 10 dentículos por cada 5 milímetros distalmente y 13 dentículos por cada 5 milímetros mesialmente. Finalmente, Rauhut sugirió que es posible que este diente represente el mismo taxón que otros dientes, o un taxón cercanamente relacionado.
El esmalte, capa más externa del diente tiene una serie de crestas en su superficie: 10 en el lado lingual y cuatro más débiles y menos extensas en el lado labial. Los espacios entre las crestas son de 1 milímetros de ancho como máximo. Ninguna de las crestas de ambos lados alcanza la punta de la corona. Hay una región de 3 milímetros. De ancho en la parte frontal del diente en ambos lados que carece de crestas. Un área similar en la parte posterior del lado del diente disminuye en ancho, de 8 a 4 milímetros a medida que se acerca a la punta de la corona. A ambos lados del diente, entre las crestas y las partes sin cresta de los dientes, la superficie del esmalte está finamente arrugada.
Buffetaut en 2012 sugirió que el diente representa un espinosáurido, basándose en el hecho de la ornamentación del esmalte se parece a la de muchos barioniquinos incluyendo a Baryonyx, pero difiere de todos los otros espinosáuridos por el mayor tamaño de los dentículos presentes en las carenas. Por lo tanto, Ostafrikasaurus representa el más antiguo espinosáurido conocido actualmente. El diente sugiere la evolución dental de los espinosáuridos se había caracterizado por la reducción de los dentículos.

## Descubrimiento e investigación
Durante la época del Imperio Colonial Alemán, el Museo de Historia Natural de Berlín organizó una expedición en África Oriental Alemana, ahora Tanzania, que tuvo lugar de 1909 a 1912, y ahora es considerada por los científicos como una de las más grandes. expediciones en historia paleontológica. La mayoría de las excavaciones se ubicaron en el sudeste de la Formación Tendaguru, un sitio rico en fósiles de la cuenca Mandawa que data del período Jurásico Tardío. Entre los muchos fósiles de dinosaurios recuperados de los sitios de excavación había 230 especímenes de dientes terópodos. Uno de estos fue un diente aislado catalogado como MB R 1084, encontrado cerca o en la cima de la colina Tendaguru en el miembro de dinosaurios superior. Fue originalmente atribuido a la especie Labrosaurus? stechowi en 1920 por el paleontólogo alemán Werner Janensch, basado en una ornamentación comparable a un diente descrito como Labrosaurus sulcatus por Othniel Charles Marsh. Una monografía detallada de Janensch publicada en 1925 le asignó MB R 1084, así como ocho dientes del Miembro de Dinosaurios Medio a L.? stechowi y los dividió en cinco morfotipos, de a a e.
En 2000, los paleontólogos estadounidenses James Madsen y Samuel Welles refirieron los dientes L.? stechowi a Ceratosaurus sp., de especies inciertas, porque se parecían a los dientes de los huesos de la mandíbula premaxilar y dentada de Ceratosaurus, un terópodo de la Formación Morrison de América del Norte. En 2007, el paleontólogo estadounidense Denver Fowler propuso en cambio que los dientes fueran los de un dinosaurio espinosáurido similar a Baryonyx, lo que lo convertiría en uno de los fósiles de espinosáurido más antiguos conocidos y por lo tanto, es una de las primeras pruebas del grupo. Este análisis fue mantenido por el paleontólogo francés Eric Buffetaut, quien examinó los dientes ese año, y en un artículo de 2008 remitió la muestra MB R 1084 a Spinosauridae. Bufetaut encontró que este espécimen difería de otros dientes previamente referidos a L.? stechowi y que otro diente aislado MB R 1091 del Miembro del Dinosaurio Medio podría representar el mismo animal. También cuestionó la asignación provisional de dientes de Janensch al dudoso género Labrosaurus, que se basó en escasos restos de la Formación Morrison que luego se atribuyeron a Allosaurus. Además, Buffetaut señaló que el diente de L. sulcatus ilustrado por Marsh ahora se considera que pertenece a Ceratosaurus. De manera similar, L. Stechowi ha sido relegado como un dudoso ceratosáurido relacionado con Ceratosaurus.
En 2011, el paleontólogo alemán Oliver Rauhut considera los dientes del Miembro de Dinosaurio Medio adscritos a L.? stechowi como carente de caracteres de diagnóstico,rasgos derivados únicos, coincidiendo en que la especie es un nombre dudoso. Rauhut señaló que todavía se pueden diferenciar de otros dientes de terópodos de la Formación Tendaguru, en función de su ligera recurvatura y aplanamiento lateral de la corona del diente y las crestas anchas en el flanco lingual, que mira hacia el interior de la boca. Reconoció L. sulcatus como un nombre dudoso, ya que el diente al que se hace referencia se muestra solo en una sola ilustración y no se describe correctamente en el texto. Además, los restos originales de Labrosaurus no incluían dientes, y una especie adicional, Labrosaurus ferox, ahora considerada sinónimo de Allosaurus fragillis, se basó en un hueso dentario con dientes de morfología diferente a los de L. sulcatus. Por lo tanto, Rauhut concluyó que no había base para atribuir los dientes Tendaguru a Labrosaurus. Tentativamente los refirió a todos excepto MB R 1084 a Ceratosaurus, bajo el nombre de Ceratosaurus? stechowi, sobre la base de similitudes anatómicas con dientes de ese género. Según Rauhut, las diferentes características entre los dientes tipo b, c, e y d de Janensch no representaban taxones distintos, sino más bien una variación a lo largo de la fila de dientes en las mandíbulas del animal. Rauhut también atribuyó otro diente, MB R 1093, descrito por Janensch, pero no referido a L.? Stechowi, al mismo taxón.
Rauhut también descubrió que el tipo a de Janensch, MB R 1084 era distinto en forma de los otros ocho dientes y posiblemente representaba un taxón diferente estrechamente relacionado con C.? Stechowi. Enumeró algunas diferencias entre él y los otros dientes se refería originalmente a L.? stechowi, MB R 1084 tiene más crestas linguales, hasta once y tres crestas y surcos en el lado labial, que miraba hacia el exterior de la boca. Además, algunas de las crestas de MB R 1084 están confinadas a la base de la corona, unidas por crestas más largas que se extienden por casi toda la longitud de la corona, con una región de 5 milímetros de altura en la punta del diente que carece de ornamentación. Además, las crestas están presentes en casi las tres quintas partes frontales de la corona, mientras que las dos quintas partes traseras son lisas. Hacia el frente del diente, la parte estriada está separada de la carina, el borde cortante, por un área ligeramente cóncava de adelante hacia atrás. Las únicas similitudes entre MB R 1084 y los dientes del miembro del dinosaurio medio radican en su forma general y la densidad de sus estrías ya que todos los dientes tienen 10 dentículos por cada 5 milímetros en la carina posterior y 13 dentículos por 5 milímetros en la carina frontal.
En un artículo de 2012, Buffetaut usó MB R 1084 como el espécimen holotipo para el nuevo género y especie Ostafrikasaurus crassiserratus, describiéndolo como un terópodo espinosáurido temprano. Su nombre genérico se deriva del nombre alemán de la colonia en la que se encontraron los fósiles, Deutsch-Ostafrika, que significa "África Oriental Alemana", combinado con el griego σαῦρος, sauros, que significa "lagarto" o "reptil". El nombre específico proviene del latín craso, que significa "grueso" y serratus, que significa "serrado", en referencia a las grandes estrías de sus dientes. Debido a las similitudes con MB R 1084, Buffetaut asignó MB R 1091 del Miembro del Dinosaurio Medio a la misma especie. Ambos dientes tienen una carina frontal curva, sin curvatura de lado a lado, y una forma comparable en sección transversal. Sus principales diferencias incluyen MB R 1091 que tiene cinco crestas longitudinales en su lado lingual en comparación con las diez de MB R 1084, las crestas en el primero son menos extensas. MB R 1091 también tenía menos esmalte dental arrugado. Buffetaut señala que estas diferencias podrían explicarse por la variación individual dentro del taxón, pero dado que ambos dientes se originaron de diferentes miembros de la Formación Tendaguru, la referencia es solo tentativa.
Buffetaut elaboró las diferencias entre los dientes de Ostafrikasaurus crassiserratus y los dientes morfotipos de L? Stechowi de Janensch. Los morfotipos b, MB R 1083 y MB R 1087 tenían curvatura de adelante hacia atrás y de lado a lado, y una sección transversal en forma de D.  Los morfotipos c, MB R 1090 estaba curvado de lado a lado pero no de adelante hacia atrás, no estaba aplanado de lado a lado, tenía un frente redondeado sin carina y tenía cinco fuertes crestas en su lado lingual, pero ninguna en su flanco labial. El morfotipo e, MB R 1092 se parecía a un diente de terópodo típico. Está fuertemente aplanado de lado a lado, curvado de adelante hacia atrás, muestra 3 dentículos por milímetro, su carina frontal no se extiende hasta la base de la corona, y no hay ornamentación aparte de algún surco débil del corona y dos crestas incipientes en el lado lingual.

### Etimología
Ostafrikasaurus fue descrito y nombrado por Eric Buffetaut en 2012 y la especie tipo es Ostafrikasaurus crassiserratus. El nombre del género se deriva de Deutsch-Ostafrika (el África Oriental Alemana, una colonia alemana en África oriental, la cual incluía lo que ahora es Burundi, Ruanda y Tanganica) en la cual el holotipo fue hallado, añadido al término del antiguo griego σαῦρος, sauros que significa "lagarto". El nombre de la especie se deriva del latín crassus, que significa "grueso" y serratus, "aserrado" en referencia a la forma del diente holotipo.

## Clasificación

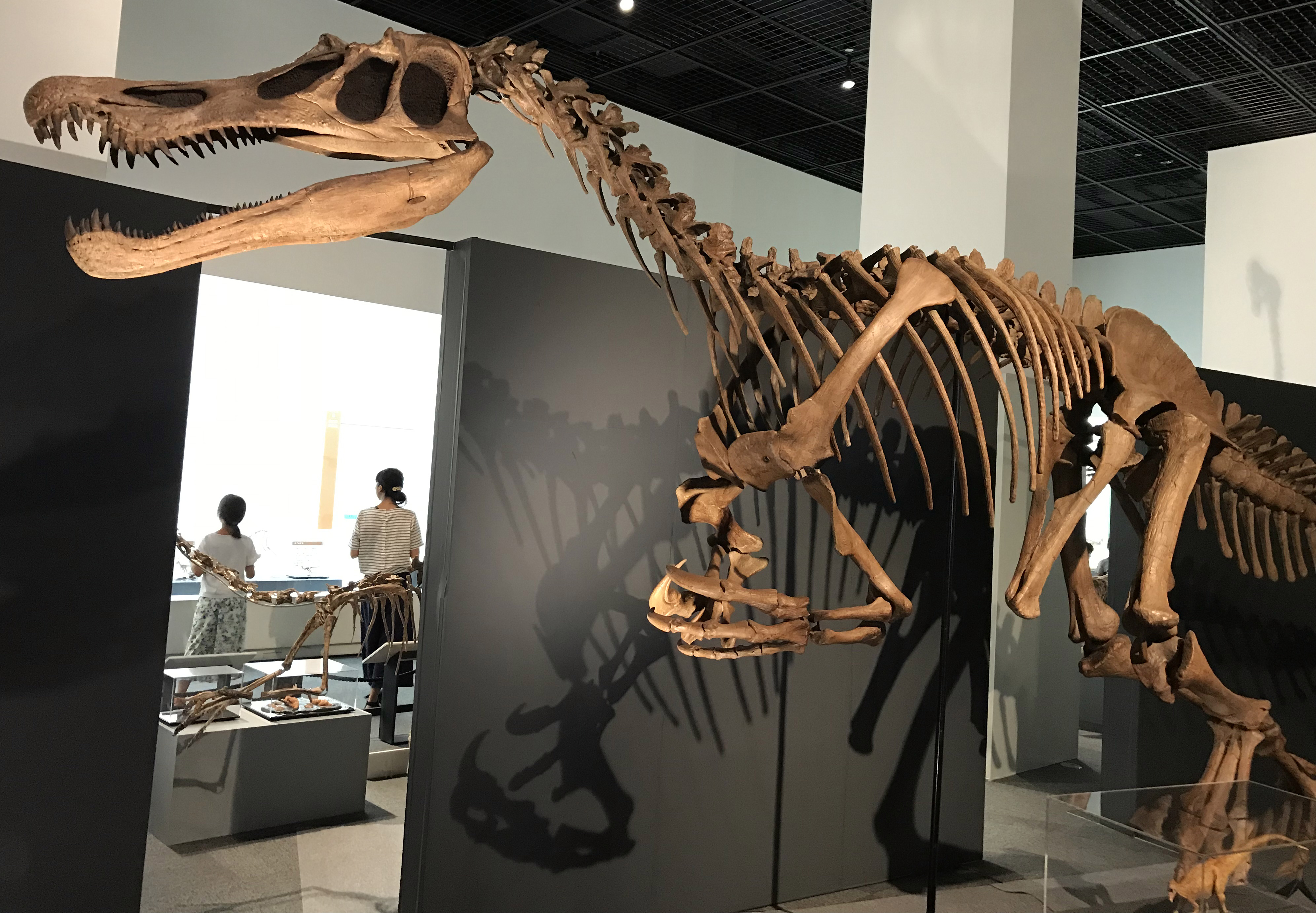
Esqueleto de Espinosaurio

Los espinosáuridos generalmente se dividen en dos subfamilias, Baryonychinae y Spinosaurinae. En lo que respecta a los rasgos dentales, las barioquinídos se caracterizan por dientes ligeramente curvados, dentadas finamente con secciones transversales más ovaladas, mientras que los dientes de espinosaurinídos son rectos, tienen dentaduras muy reducidas o completamente ausentes, tienen secciones transversales más circulares y prominentes ranuras longitudinales en su esmalte. En 2007, Fowler interpretó el L.? stechowi dientes como que representa una posible barioniquinído primitivo o forma ancestral a estos, ya que comparten características, tales como los denticulos apretados, forma robusta, coronas dentales ligeramente aplanadas y crestas en su cara lingual, típicamente asociadas con ese clado. En 2008, Buffetaut separó solo el morfotipo a, MB R 1084 y d, MB R 1091 de Janensch por tener características de barioquinídos, que en el primero incluían su forma general, sección transversal algo aplanada, esmalte finamente arrugado, crestas que no lo hacen. no alcanza la punta del diente, y tiene más crestas en el lado lingual que en el labial. En MB R 1091, solo un lado del diente tiene crestas, que también se pueden observar en los dientes de Baryonyx  espécimen holotipo. Además, Buffetaut agregó que la única semejanza que comparten los otros tipos, b, c y e con el tipo a y d de Janensch son las crestas que cubren parte del contorno del diente, mientras que en todos los demás aspectos, como su forma y sección transversal, son sustancialmente diferentes. En el análisis de Buffetaut, los tipos B, C, y E son probablemente ceratosáuridos en el origen, mientras que el tipo a un probable representante espinosáurido temprano que es diferente de barioquinídos del cretácico temprano.
Rauhut dudó de esta interpretación en 2011, afirmando que MB R 1084 tiene más similitudes que diferencias con los dientes de Ceratosaurus stechowi, como la sección transversal redondeada, solo curvatura marginal de la corona, un lado lingual más convexo que labial, y tamaño y forma similar de los dentículos. Por lo tanto, según su análisis, solo el recuento y la distribución de las crestas se dejaron como exclusivos de MB R 1084. Rauhut señaló que aunque las barioquinídos también tienen crestas a ambos lados de los dientes, generalmente están más desarrolladas en la parte posterior del diente, mientras que MB R 1084 carece de crestas en ese lado. También afirma que las arrugas Buffetaut observadas en el esmalte de MB R 1084 son muy débiles y están restringidas en gran medida al lado lingual, en comparación con la textura granulada más conspicua de los dientes de Baryonyx. Según Rauhut, aunque MB R 1084 es potencialmente espinosáurido en su origen, solo comparte una semejanza genérica con los dientes de barioquinídos y, en cambio, probablemente representa un pariente cercano de Ceratosaurus stechowi. En el nombramiento de Ostafrikasaurus de Buffetaut en 2012, lo colocó en Spinosauridae, afirmando en cambio que el diente es muy similar a los de las barioquinídos, incluido Baryonyx. Entre sus rasgos dentales compartidos, incluyó el leve aplanamiento lateral de la corona, finas arrugas en el esmalte y crestas en ambos lados que no llegan a la punta del diente, y son más fuertes y numerosas en la cara lingual que en la labial. Si esta identificación es correcta, Ostafrikasaurus representa algunas de las primeras pruebas conocidas de espinosáuridos.
Los paleontólogos han considerado con frecuencia problemáticos nombrar y distinguir a los nuevos dinosaurios basados únicamente en los dientes, como ocurre con la debatida identidad del género asiático Siamosaurus. Buffetaut afirmó que con una comparación y un análisis exhaustivos de las características morfológicas, como la ornamentación, los dientes de terópodos pueden ser lo suficientemente diagnósticos como para generar nuevos taxones. Además, los dientes de espinosáuridos en particular comparten una morfología única muy divergente a la de otros terópodos. Sin embargo, la identificación precisa de Ostafrikasaurus aún no está clara, y los investigadores han señalado similitudes en su ornamentación de esmalte con Ceratosaurus ,Paronychodon ,Zapsalis, Acheroraptor y Coelophysis.

## Paleobiología
Aunque no se ha descubierto ningún material de cráneo para Ostrafrikasaurus, se sabe que los cráneos de espinosáuridos se parecían a los de los cocodrilos. Eran largos, bajos, estrechos y expandidos en sus extremos frontales en forma de roseta terminal, con un paladar secundario robusto en el techo de la boca que los hacía más resistentes al estrés y la flexión. Por el contrario, la condición primitiva y típica de los terópodos era un hocico alto, más ancho y en forma de cuña con un paladar secundario menos desarrollado. Las adaptaciones del cráneo de los espinosáuridos convergieron con las de los cocodrilos. Los primeros miembros del último grupo tenían cráneos similares a los típicos animales no aviares terópodos, que más tarde desarrollaron hocicos alargados, dientes cónicos y paladares secundarios. Estas adaptaciones pueden haber sido el resultado de un cambio en la dieta de presas terrestres a peces. En 2012, Buffetaut sugirió que la reducción de las estrías en los dientes espinosáuridos ilustrada por Ostafrikasaurus puede representar una transición durante este cambio en la dieta. La mayoría de los dinosaurios terópodos tienen dientes recurvados en forma de cuchilla con carinas dentadas para cortar la carne, mientras que los dientes de espinosáuridos evolucionaron para ser más rectos, más cónicos y tener estrías pequeñas o inexistentes. Tal dentición se ve en depredadores piscívoros vivos como los gaviales, ya que es más adecuado para perforar y mantener el agarre en presas acuáticas resbaladizas para que pueda tragarse entero, en lugar de desgarrarse.

### Evolución
En 2007, Fowler planteó la posibilidad de que los espinosáuridos habrían evolucionado a partir de ancestros ceratosaurianos, dado que los dientes de los barioquinídos tienen crestas en sus coronas que recuerdan a las que se ven en los dientes premaxilares y dentarios de Ceratosaurus.  En 2008, Buffetaut rechazó esta propuesta, citando que la sección transversal en forma de D de dichos dientes de Ceratosaurus no está presente en los de barioquinídos.
La principal diferencia entre MB R 1084 y todos los demás dientes espinosáuridos conocidos, como señaló Buffetaut, estaba en el gran tamaño de los  dentículos que soportan las carinas. Esto lo llevó a plantear la hipótesis en 2008 de que la evolución dental de los espinosáuridos se caracterizó en gran medida por la reducción y eventual pérdida de las estrías. En 2012, Buffetaut postuló que este patrón comenzaría con grandes estrías en taxones jurásicos primitivos como Ostafrikasaurus, de la era de Titoniense, que se asemejaba a los de los terópodos típicos de tamaño similar. Estos luego evolucionarían hacia las estrías finas, reducidas y más numerosas de las barioquinídos del Cretácico temprano, como Baryonyx del Barremiense de Europa y Suchomimus del Aptiense al Albiense de África Occidental. Baryonyx, por ejemplo, tenía siete dentículos por milimétros en comparación con los dos a cuatro de Ostafrikasaurus. Finalmente, los dentículos desaparecerían por completo en espinosaurinídos como Spinosaurus del Albiense al Turoniano del norte de África. Buffetaut señala que las estrías muy disminuidas en taxones como Siamosaurus, del Barremiense de Tailandia, parecen representar una forma intermedia. También notó similitudes entre la dentición de Ostafrikasaurus y un conjunto de dientes similares a Baryonyx del Aptiense Formación Cabao de Libia, con potencialmente importantes biogeográficas implicaciones. Estos dientes son similares en su forma general, sección transversal ovalada y superficie de la corona arrugada, pero difieren en tener estrías más pequeñas y estrías en lugar de crestas.
Junto con la desaparición de las estrías, las secciones transversales de los dientes de los espinosáuridos eran inicialmente en forma de cuchillas y lenticulares en taxones anteriores como Ostafrikasaurus y Baryonyx y se volvieron más circulares en formas derivadas como Spinosaurus. Sin embargo, la ornamentación del esmalte de los dientes de los espinosáuridos se desarrolló de forma más irregular que sus dentaduras y la forma de la sección transversal. La mayoría de los terópodos no aviares generalmente tenían dientes lisos con, como máximo, arrugas mínimas. En contraste, los dientes de Ostafrikasaurus tenían fuertes crestas a lo largo, una característica que también se observa en Baryonyx y sus parientes cercanos, aunque su prominencia varía entre taxones. En Spinosaurus los dientes, como los de los terópodos típicos, eran generalmente lisos, y las formas asiáticas como Siamosaurus exhibían un aumento en la cantidad de crestas dentales. Además, la corona del diente estaba arrugada en Ostafrikasaurus, Baryonyx y Suchomimus, y espinosáuridos asiáticos, pero suave en Spinosaurus, con solo algunos especímenes de este último mostrando finas arrugas.
En 2016, el paleontólogo español Aleandro Serrano-Martínez y sus colegas describieron un posible diente de espinosáurido, catalogado como MUPE HB-87, de la pizarra de Irhazer en Níger. Encontrado en asociación con un esqueleto del dinosaurio saurópodo Spinophorosaurus, el diente probablemente data  de la etapa Bathoniense del Jurásico medio, 14 millones de años antes de Ostafrikasaurus. Si esta identificación es correcta, MUPE HB-87 representa la evidencia más antigua conocida de un espinosáuridos en el registro fósil. Basándose en este espécimen, los autores propusieron un nuevo modelo evolutivo para la transición entre dientes de terópodos "normales" a los de espinosáuridos. El diente es ovalado en sección transversal, es recurvado y presenta pequeñas estrías, así como fuertes estrías que no llegan a la punta de la corona.

## Paleoecología
El miembro Alto Dinosaurio de la formación Tendaguru está compuesta principalmente de limolitas, calizas areniscas y camas de arcilita camas. Estas rocas probablemente se remontan a la etapa de Titoniense del Período Jurásico Tardío, hace aproximadamente 152,1 a 145 millones de años. Sin embargo, el límite cronológico preciso entre el Cretácico Temprano y el Jurásico Tardío de la Formación Tendaguru aún no está claro. El hábitat de Ostafrikasaurus habría sido subtropical a tropical, cambiando entre lluvias periódicas y estaciones secas pronunciadas. Tres tipos de paleoambientes estuvieron presentes en la Formación Tendaguru, el primero era un entorno marino de aguas poco profundas con condiciones de laguna protegidas detrás de bancos de rocas ooides y siliciclásticas, evidentemente sometidas a mareas y tormentas. El segundo era un entorno costero de marismas, que constaba de lagos de agua salobre, estanques y canales fluviales. Había poca vida vegetal en este ecosistema para que los dinosaurios saurópodos se alimentaran y la mayoría de los dinosaurios probablemente llegaron al área solo durante las sequías. El tercer y más interior hábitat habría estado dominado por coníferas en un área bien vegetada, que ofrece un gran terreno de alimentación para los saurópodos.
La Formación Tendaguru fue el hogar de una diversa abundancia de organismos. Los invertebrados como bivalvos, gasterópodos, ostras, equinodermos, artrópodos, braquiópodos, corales y muchas microfaunas, incluidos ostrácodos, foraminíferos, carofitas y palinomorfos son conocidos por los depósitos. Los dinosaurios saurópodos eran prominentes en la región, representados por Giraffatitan brancai, Dicraeosaurus hansemanni and D. sattleri, Australodocus bohetii, Janenschia robusta, Tornieria africana, Tendaguria tanzaniensis, Wamweracaudia keranjei, así como diplodócidos indeterminados, flagelicaudatido y turiasaurianos. Habrían coexistido con ornitisquios de bajo ramoneo como el ornitópodo Dysalotosaurus lettowvorbecki y el estegosáurido Kentrosaurus aethiopicus. Además de Ostafrikasaurus los terópodos incluian al carcarodontosáurido Veterupristisaurus milneri y al noasáurido Elaphrosaurus  bambergi. Los fósiles fragmentarios también indican la presencia de un ceratosáurido basal, Ceratosaurus? stechowi, un tetanuro, un abelisauroide no identificado, así como un posible abelisáurido, un carcharodontosáurido y un megalosauroide.
Otros vertebrados que compartieron este ambiente incluyeron pterosaurios como Tendaguripterus recki y un dsungaripteroide indeterminado, azdárquido y posible arqueopterodactiloide. Había también el enano crocodyliformes Bernissartia sp., anfibios Lissamphibia, lagartos paramacelodido, y varios pequeños mamíferos, incluyendo Brancatherulum tendagurense, Allostaffia aenigmatica, Tendagurodon janenschi, Tendagurutherium dietrichi y múltiples simetrodontos no identificados. La fauna acuática de la región ha sido revelada por fósiles de los actinopterigios Lepidotes tendaguriensis y L. sp., la raya Engaibatis schultzei y tiburones hybodontídos como Hybodus sp., Lonchidion sp. y Sphenodus sp. La flora de la Formación Tendaguru fue igualmente variada, con una vegetación compuesta por araucarias, cipreses, cícadas, tejos, Cheirolepidiaceae, Ginkgoaceae y Prasinophyta. También había algas dinoflageladas y Zygnemataceae, así como numerosos taxones de polen y esporas.
En 2007, Fowler notó que una identificación de barionicina para los dientes de L.? stechowi se adaptaría a los modelos biogeográficos propuestos en ese momento para la evolución y distribución de los espinosáuridos, que asumieron un origen para el grupo en el supercontinente sur de Gondwana, con posterior propagación y diversificación en Europa. En 2012, Buffetaut observó que la presencia de género basales como Ostafrikasaurus en África no indica necesariamente que espinosáuridos originaron allí. En cambio, el grupo puede haberse extendido al principio de su historia evolutiva, con otros taxones que habitan América del Norte, Europa y el resto de Gondwana al mismo tiempo que Ostafrikasaurus. Buffetaut consideró que esto era especialmente probable debido al descubrimiento de fósiles de espinosáuridos en Asia, que probablemente se separó de los otros continentes durante gran parte del Jurásico tardío y Cretácico temprano cuando Pangea continuó separándose, por lo que aún no se sabe cómo llegó el grupo a Asia. Una distribución global temprana para el grupo también fue considerada probable por autores como Stephen Brusatte y sus colegas en 2010, y Ronan Allain y sus colegas en 2012, este último sugirió que tal propagación pudo haber ocurrido en Pangea, antes de su ruptura a partir del Jurásico tardío. La paleobiogeografía de los espinosáuridos sigue siendo poco conocida, y probablemente fue muy compleja, dados los descubrimientos en Asia y posiblemente Australia, así como el parecido entre algunos taxones europeos y asiáticos.